# Araneus mayumiae
Araneus mayumiae är en spindelart som beskrevs av Akio Tanikawa 200. Araneus mayumiae ingår i släktet Araneus och familjen hjulspindlar. Inga underarter finns listade i Catalogue of Life.